# Baillolet

Baillolet este o comună în departamentul Seine-Maritime, Franța. În 1 ianuarie 2022 avea o populație de 116 de locuitori.